# Laure Belleville
 (août 2019).
Si vous disposez d'ouvrages ou d'articles de référence ou si vous connaissez des sites web de qualité traitant du thème abordé ici, merci de compléter l'article en donnant les références utiles à sa vérifiabilité et en les liant à la section « Notes et références ».
Pour les articles homonymes, voir Belleville.
Laure Belleville, née le 24 janvier 1976 à Annecy, est une reine de beauté française. Après avoir été Miss Pays de Savoie 1995, puis Miss France 1996, elle travaille avec le comité Miss France en tant que chorégraphe et directrice artistique.

## Biographie
Laure Belleville est originaire du village de Lathuile, situé au sud du lac d'Annecy, en Haute-Savoie. 
Elle est élue Miss Pays de Savoie 1995 à Annecy. Elle est alors en 2e année de DEUG Géologie et Biologie et souhaite devenir soit géologue, soit maître de conférences en géologie.[réf. souhaitée] Elle mesure 1,73 m.[réf. souhaitée]

## Année de Miss France 1996
Le 16 décembre 1995, Laure Belleville est élue Miss France 1996, à 19 ans, parmi 45 Miss régionales, au Congrès du Grand-Palais de Lille. Elle est la première Miss France élue en direct sur TF1, l'élection de Miss France ayant été retransmise, de 1986 à 1994 (élections de Miss France 1987 à Miss France 1995), sur FR3 puis France 3.
Elle est la première Miss Pays de Savoie élue Miss France et succède à Mélody Vilbert, Miss France 1995.
Ses dauphines sont :
- 1re dauphine : Caroline Cléry, Miss Flandre ;
- 2e dauphine : Nancy Deletrez, Miss Côte d'Opale ;
- 3e dauphine : Alicia Bausivoir, Miss Guadeloupe, 1re dauphine de Miss Caraïbe 1996 ;
- 4e dauphine : Séverine Déroualle, Miss Anjou.

Le 17 mai 1996, Laure Belleville s'est classée 11e au concours Miss Univers se déroulant à Las Vegas. 
Le 13 décembre 1996, au palais des congrès du Futuroscope, elle remet la couronne de Miss France à Patricia Spehar, Miss Paris élue Miss France 1997.

## L'après Miss France

### Carrière et représentations
Le 22 novembre 1997, alors que Patricia Spehar est la Miss France en titre, Laure Belleville représente la France au concours Miss Monde qui se déroule à Baie Lazare aux Seychelles.
Elle poursuit une carrière de mannequin, faisant de la chorégraphie ou de la direction artistique pour le comité Miss France des Pays de la Loire.

### Vie privée
Laure Belleville s'est mariée en août 2006 à Tahiti et est mère de deux enfants[réf. souhaitée]. Elle a fait partie du Comité régional Miss France de la région des Pays de la Loire pendant quinze ans.[réf. souhaitée] Depuis, elle est assistante maternelle dans la région d'Annecy.[réf. souhaitée]
Après avoir vécu à Paris de 1996 à 2001, elle vient vivre en Pays-de-la-Loire à Angers de 2001 à 2015. Depuis elle s'est réinstallée en Haute-Savoie.[réf. souhaitée]